# Vlag van Anglesey

Vlag van Anglesey

De vlag van Anglesey is de vlag van het Welshe graafschap Anglesey. De vlag werd op maart 2014 geregistreerd bij het Flag Institute.
Het ontwerp is gelijk aan het wapen dat door latere middeleeuwse herauten werd toegeschreven aan de vroegere, plaatselijk gevierde Welshe Heer Hwfa ap Cynddelw van Llifon en een rentmeester van Owain Gwynedd, de prins van de Welsh. De vroegste verwijzing naar het wapen lijkt te zijn in het werk van de bard Lewys Glyn Cothi uit de periode van 1447 tot 1486, hoewel er geen duidelijke verklaring is voor de keuze van de gebruikte kleuren of ladingen. Een laat 15e-eeuws glas-in-loodraam met de wapens die verwijzen naar Hwfa zijn blijkbaar afgebeeld in het oostraam van de kerk van Llangadwaladr op het eiland. Volgens de heraldische historicus Wilfrid Scott-Giles gebruikte de Anglesey County Council de wapens van Hwfa informeel voordat ze werden opgenomen in het ontwerp dat officieel aan hen was toegekend. Tussen 1857 en 1950 werd het wapen gebruikt door de Anglesey Constabulary. Er bestaat dus al lang een verband tussen het Hwfa wapen en het eiland graafschap Anglesey.